# 克兰托尔
克兰托尔（英語：Crantor），约活动于公元前4世纪后期至前3世纪早期的古希臘哲学家。他大概出生於奇里乞亞的索利。后移居雅典，在学院师从色诺克拉底及帕勒蒙。他著述颇丰，但只存留下来一些残片。其最负盛名的著作《论伤痛》深受后世著作家尊崇。